# Гирик
Гирик мак Дунгал (гэльск. Giric mac Dungail, англ. Giric, ум. 889) — король пиктов (Альбы) с 878 года (совместно с Эохейдом). Также встречаются варианты имени Кирик, Григ и Григорий.

## Биография

### Имя
Имя Гирик, вероятно, получил в честь святого Кирика, который будучи ребёнком принял мученическую смерть вместе с матерью во время гонений императора Диоклетиана в начале IV века. Согласно «Хронике королей Альбы», святой Кирик считался покровителем Гирика не только из-за омонофонии его имени с латинской формой имени святого (лат. Cyricus), но и потому, что первая церковь в честь святого была построена во времена правления Гирика в местечке Экклсгриг (сейчас Сент-Сайрус в Абердиншире). Кроме того, день памяти святого празднуется 16 июня, а в 885 году в этот день (или близко к нему) произошло солнечное затмение, которое стало ассоциироваться с правлением Гирика и Эохейда, которые вскоре после затмения «были изгнаны из царства».

### Происхождение
Происхождение Гирика точно не установлено. Существует гипотеза, что он был сыном дочери Кеннета I. В некоторых источниках отцом Гирика назван Дунгал, что дало основание ряду исследователей считать его сыном короля Дональда I, однако имена Дунгал и Дональд не идентичны.

### Правление
В 878 году вождь Гариоха Гирик, разбив в сражении и убив короля Эда, захватил власть над Альбой (Шотландией) и удерживал её в течение одиннадцати лет. Однако Гирику понадобился номинальный правитель из потомков Кеннета МакАльпина и он возвел на престол Эохейда, короля Стратклайда, внука Кеннета по дочери, а после его смерти — Дональда II, сына Константина I.
Гирик был вынужден отражать набеги викингов, которые сожгли Фортевиот, древнюю столицу пиктов. Гирик нанёс захватчикам поражение при Коллине на реке Тей и перенес столицу королевства в Скун.